# Phaeophilacris geertsi
Phaeophilacris geertsi är en insektsart som först beskrevs av Lucien Chopard 1923.  Phaeophilacris geertsi ingår i släktet Phaeophilacris och familjen syrsor. Inga underarter finns listade i Catalogue of Life.